# Namunaria echinata
Namunaria echinata es una especie de coleóptero de la familia Zopheridae.

## Distribución geográfica
Habita en Tailandia.